# Anastrepha ornata
Anastrepha ornata är en tvåvingeart som beskrevs av Aldrich 1925. Anastrepha ornata ingår i släktet Anastrepha och familjen borrflugor. Inga underarter finns listade i Catalogue of Life.